# Sweet Fanny Adams
Sweet Fanny Adams è il secondo album dei Sweet, pubblicato nel 1974 per l'etichetta discografica RCA Records.

## Tracce
1. Set me free (Scott) 3:57
2. Heartbreak today (Connolly, Priest, Scott, Tucker) 5:02
3. No you don't (Chapman, Chinn) 4:33  (Steve Priest on vocals)
4. Rebel rouser (Connolly, Priest, Scott, Tucker) 3:25
5. Peppermint twist (Dee, Glover) 3:28 (Joey Dee and the Starliters Cover)
6. Sweet F.A. (Connolly, Priest, Scott, Tucker) 6:14
7. Restless (Connolly, Priest, Scott, Tucker) 4:28   (Steve Priest on vocals)
8. Into the night (Scott) 4:24   (Andy Scott on vocals)
9. AC-DC (Chapman, Chinn) 3:27

## Formazione
- Brian Connolly - voce
- Steve Priest - basso, voce principale (nelle tracce 3, 7)
- Andy Scott - chitarra, voce principale (nella traccia 8)
- Mick Tucker - batteria, cori